# Othmar Barth
Othmar Barth (Bressanone, 22 maggio 1927 – 15 gennaio 2010) è stato un architetto italiano.
Il suo operato è considerato rivoluzionario per lo sviluppo dell'architettura moderna in Alto Adige.

## Carriera
Othmar Barth studiò architettura all'Università tecnica di Graz dal 1947 al 1952 sotto la guida di Friedrich Zotter, Karl Raimund Lorenz e Karl Hoffmann. Dal 1953 al 1955 lavorò per Annibale Vitellozzi a Roma. Nel 1955 fondò uno studio di architettura a Bressanone. Barth insegnò all'Università di Innsbruck nel 1971 e dal 1975 al 1994.
Il suo patrimonio è stato acquistato dall'Archivio Provinciale di Bolzano nel 2016.

## Edifici

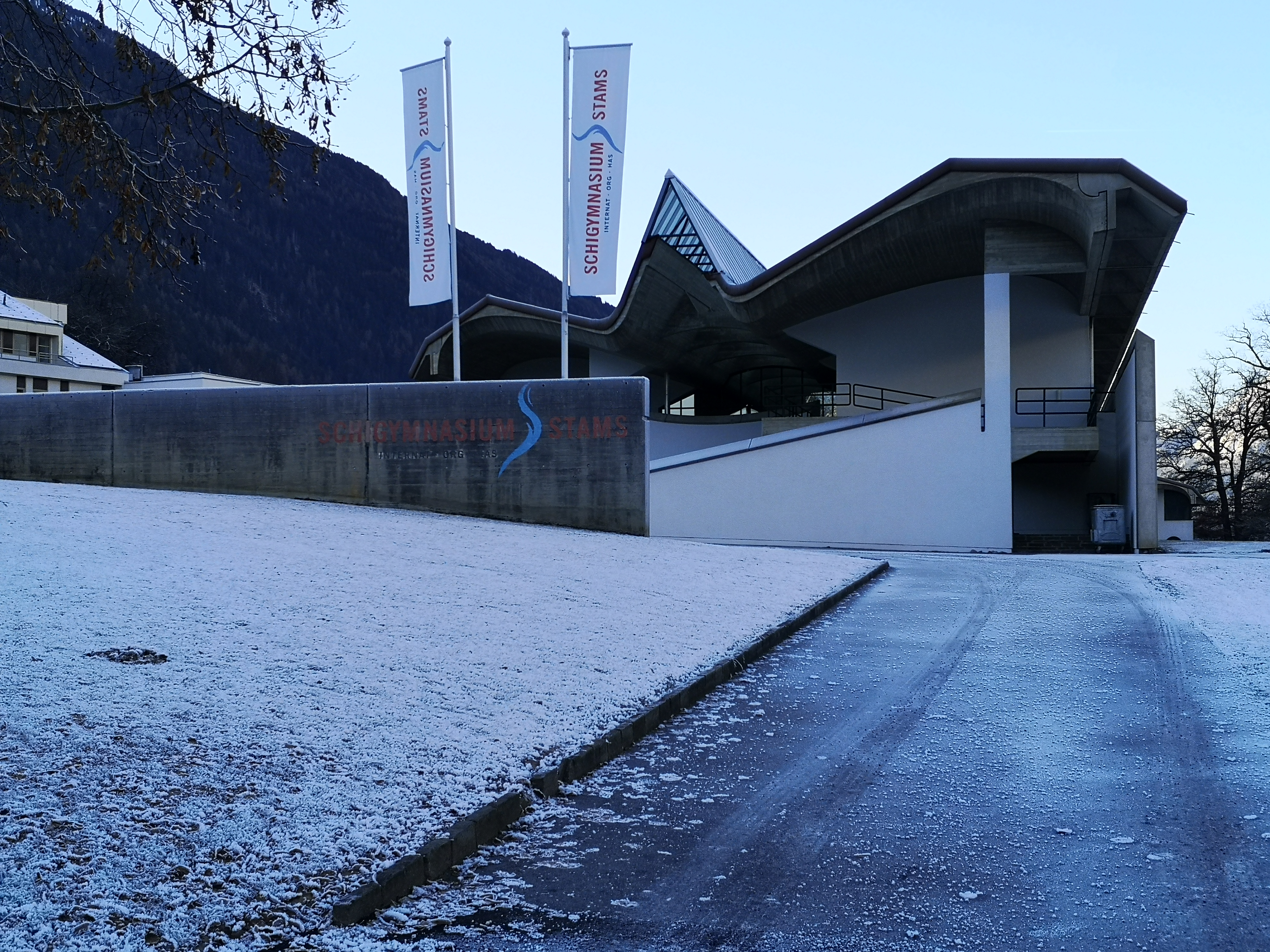
Scuola superiore di sci Stams

- 1960–1962: Accademia Cusanus, Bressanone
- 1968–1971: Istituto statale di formazione per professioni femminili con domicilio (oggi: Brandnamic Campus), Pairdorf – Bressanone
- 1972: Seminario maschile, Varna
- 1970–1973: Seehotel Ambach, Caldaro
- 1964–1974: insediamento Haslach, Bolzano
- 1975: Centro Scuola Media Bressanone “Jakob Philipp Fallmerayer”, Bressanone
- 1976: Centro Sociale Santa Gertrude, Bolzano
- 1978: Plank GmbH, Ora
- 1977–1982: Collegio per sciatori, Stams
- 1990: Seminario vescovile, Bressanone
- 1991–1993: Centro pastorale dell'Assunzione di Maria, Bolzano
- 1995: Centro Diocesano, Pordenone
- 1997: Centro diocesano e pastorale, Bolzano

## Premi e riconoscimenti
- 1970: Premio Walther von der Vogelweide
- 2000: Premio statale tirolese per l'arte
- 2006: Premio onorario alla carriera – Nuove costruzioni nelle Alpi
- L'Accademia Cusanus è un edificio storico ed è registrata nell'elenco degli edifici storici di Bressanone.

## Pubblicazioni
- Othmar Barth (a cura di): Othmar Barth. Anton Pustet Verlag, Monaco/Salisburgo/Vienna 2007, ISBN 978-3-7025-0551-6, p. 224 (con il contributo di Friedrich Achleitner ).
- Sandy Attia (a cura di): Rivedere – Barth – Riunione. Turris Babel, Bolzano 2011, ISBN 978-88-7283-391-9 .